# Glossotrophia philipparia
Glossotrophia philipparia là một loài bướm đêm trong họ Geometridae.